# Lili (Band)

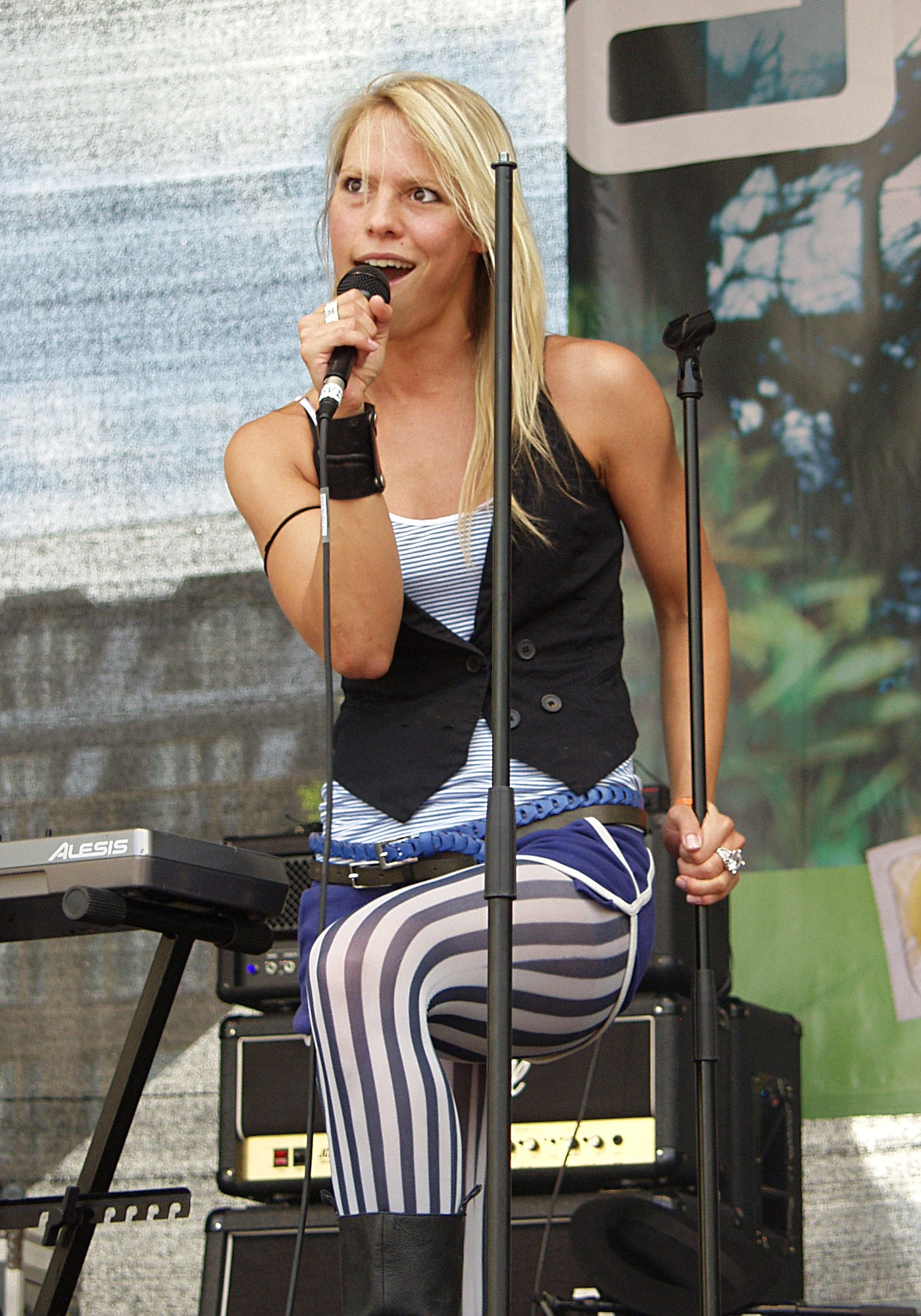
Sängerin Ylva

LiLi alias LaLa ist eine Band aus Köln.

## Geschichte
Die Band entstand im Jahre 2002 zunächst in der Besetzung mit vier Frauen über eine Zeitungsanzeige und wurde vom Produzentenduo Xtreme Sound aufgebaut. Nach einer Umbesetzung im Herbst 2003 besteht sie bis heute in derselben Besetzung. Sie spielte im Vorprogramm von De Heideroosjes, Flogging Molly, The Bollock Brothers und Udo Lindenberg. Nachdem Wolfgang Rohde letzteres im November 2004 live gesehen hatte, ließ er die Band 2005 bei Rock am Turm auftreten. 2006 tourten LiLi dann mit Pink durch Deutschland und Österreich. 2009 legt die Band eine Live-Pause ein.

## Diskografie
- März 2005: Uschialarm
- April 2006: Superstar-EP
- Juli 2006: D.I.S.K.O (Single)
- Juli 2006: SchwarzWeissPink (Album)
- Dezember 2006: Nimm Mich Mit (Single)
- April 2008: Kopf hoch (Single)
- April 2008: Ätsch (Album)

## Touren
- SchwarzWeißPink – Album release Tour
- Support für P!nk – I’m not dead Tour (D, A, CH)